# Belvosia matamorosa
Belvosia matamorosa är en tvåvingeart som beskrevs av Henry J. Reinhard 1951. Belvosia matamorosa ingår i släktet Belvosia och familjen parasitflugor. Inga underarter finns listade i Catalogue of Life.